# SABMiller
SABMiller (СабМиллер, сокр. от англ. South African Breweries — Miller, LSE: SAB) — в прошлом британская пивоваренная компания, вторая по величине пивоваренная компания в мире после Anheuser-Busch InBev, до её поглощения Anheuser-Busch InBev 10 октября 2016 года. Штаб-квартира была в Лондоне.
Основана в 2002 году при слиянии компаний South African Breweries и Miller Brewing.
Компания SABMiller была основана как South African Breweries в 1895 г. для обслуживания растущего рынка шахтеров и геологоразведчиков в Йоханнесбурге и его окрестностях. Два года спустя она стала первой промышленной компанией, акции которой были размещены на Йоханнесбургской фондовой бирже.

## Собственники и руководство
Основной владелец компании — американская Altria Group (бывшая Philip Morris Companies Inc.).
Председатель совета директоров — Мейер Кан. Генеральный директор — Эрнест Маккей.

## Деятельность
Основной бизнес компании сконцентрирован в странах Африки, Северной Америки и Восточной Европы.
Объём продаж компании в 2006 году составил $15,3 млрд, чистая прибыль — $1,67 млрд. Выручка в 2008 финансовом году (закончился 31 марта) — $21,410 млрд.
В 2013 году компания присоединилась к ведущим производителям алкоголя в рамках обязательств производителей по сокращению вредного употребления алкоголя. 
В октябре 2015 г. было объявлено, что пивоваренная компания Anheuser-Busch InBev приобретет SABMiller за 69 млрд фунтов стерлингов ($104 млрд) и после этого будет занимать доминирующее положение на мировом рынке пива.

### SABMiller в России
В России SABMiller до 2012 года владела компанией САБМиллер РУС, которой принадлежали пивоваренные заводы в Калуге, Ульяновске и Владивостоке. Ключевыми марками компании были «Миллер», «Холстен» (торговая марка перешла к «Балтике»), «Золотая бочка», «Три богатыря», «Велкопоповицкий Козел», «Pilsner Urquell». По данным «Бизнес аналитики», в январе — сентябре 2007 года SABMiller контролировала 6,1 % российского рынка пива в крупных городах (в денежном выражении).
В 2012 году SABMiller создала альянс с турецкими пивоварами Anadolu Efes, в результате передав туркам свой пивной бизнес в России и Украине. В обмен SABMiller получила 24 % акций самой Anadolu Efes. В результате сделки (ставшей крупнейшей сделкой на рынке слияний и поглощений 2012 года в России), в ходе которой поменяли владельца российские активы стоимостью 1,25 млрд долларов США, была образована группа Efes Rus. В последнюю вошли предприятия Efes и «САБМиллер РУС» (восемь пивоваренных и четыре солодовенных завода).